# Resentment (A Day to Remember)
Resentment è un singolo del gruppo musicale statunitense A Day to Remember, il secondo estratto dal loro settimo album in studio You're Welcome, pubblicato il 22 novembre  2019.

## Descrizione
Il cantante Jeremy McKinnon descrive il brano come «un mix di quello che siamo stati e di quello verso cui siamo indirizzati». Uno dei primi brani scritti per You're Welcome, Resentment è, sempre secondo McKinnon, quello che più di tutti si avvicina all'ispirazione iniziale che ha dato forma al disco.

## Video musicale
Il video ufficiale del brano, diretto da Jeb Hardwick, mostra il gruppo suonare il brano in mezzo a un incendio.

## Tracce
Testi e musiche di Jeremy McKinnon e Cody Quistad.
1. Resentment – 3:47

## Formazione
- Jeremy McKinnon – voce
- Kevin Skaff – chitarra solista, voce secondaria
- Neil Westfall – chitarra ritmica
- Joshua Woodard – basso
- Alex Shelnutt – batteria, percussioni

## Classifiche
| Classifica (2019)                 | Posizione massima |
| --------------------------------- | ----------------- |
| Regno Unito (rock & metal)        | 33                |
| Stati Uniti (alternative digital) | 8                 |
| Stati Uniti (hard rock digital)   | 2                 |
| Stati Uniti (rock)                | 10                |
| Stati Uniti (rock digital)        | 3                 |